# Vivienne Westwood
Dame Vivienne Isabel Westwood (født 8. april 1941 som Vivienne Isabel Swire, død 29. december 2022) var en britisk modedesigner og forretningskvinde, der blandt andet blev kendt for at gøre moderne punk- og new wave-mode til mere mainstream-orienteret tøj- og kulturmode.
I en en alder af 17 år flyttede hun med familien til Harrow, London. Her startede hun på Harrow School of Art og studerede mode. Vivienne Westwood sagde senere om sin tidlige interesse: ”Jeg havde ingen ide, hvordan en arbejderklasse pige som mig kunne leve af at lave kunst”. Efter skolen arbejdede Vivienne Westwood på en fabrik og læste samtidig til lærer på seminariet og blev herefter ansat som lærer i en engelsk grundskole. I disse år holdt Vivienne Westwood fast i sin interesse ved at designe og fremstille smykker, som hun solgte i en bod på Portobello Road i London.

## Inspiration og nytænkning
I 1971 åbnede Malcolm McLaren, Vivienne Westwoods daværende kæreste, en tøjbutik på Kings Road 430, kaldet Let It Rock. Butikken skiftede navn et par gange, i 1972 til ”Too Fast To Live Too Young To Die”, og i 1974 til ”Sex”, som langt fra var normen i England på det tidspunkt. Butikken Sex fik et slogan, der slog jævne folk omkuld: ”Rubberwear for the office”. Tøj og tilbehør designet af Vivienne Westwood og Malcolm McLaren kunne købes i denne tøjbutik, der var meget anderledes end andre tøjbutikker på denne tid. Malcolm McLaren mente, at det tøj Vivienne Westwood designede var inspireret af bikers, fetichister og prostituerede. Malcolm McLaren blev manager for punkbandet Sex Pistols, desuden betød det, at Vivienne Westwood og Malcolm McLaren lavede en aftale om at designe deres tøj. Da Sex Pistols i 1976 med "God Save the Queen" lå nr. 1. på flere hitlister, genåbnede Vivienne Westwood og Malcolm McLaren deres tøjbutik under navnet Seditionaires, de omlagde butikken fra det meget rå til noget der nærmere kunne kaldes en designerbutik. De bevægede sig væk fra det seksuelt fetichist inspirerede, men Seditionaires var stadig en tøjbutik, der stak ud af mængden, og havde sin helt egen stil. Medierne omtalte det de lavede som ”Punk Rock”. 
Tøjet der blev designet til Let It Rock, og i dag til Worlds End, var og er meget punkinspireret. Ved fra starten af at sige ja tak til punk, sagde Vivienne Westwood samtidig ja tak til sikkerhedsnåle, barberblade, hundehalsbånd som smykker og meget andet råt, der ikke var normalt at se i modebranchen. Vivienne Westwood og Malcolm McLaren holdt også af at bruge det traditionelle skotskternede stof, for at give deres designs endnu et anderledes tvist. Vivienne Westwood brugte meget traditionelt tøj som udgangspunkt. Ved at omdesigne det med skæve syninger og sikkerhedsnåle, fik tøjets ”overall” effekt, det til at virke endnu mere chokerende.
Vivienne Westwood og Malcolm McLaren arbejdede sammen om at revolutionere moden, og det præg de satte på moden i 1970'erne, kan stadig ses i dag. De åbnede op for nye måder at tænke og skabe mode ved i ekstrem grad at lade sig inspirere af samfundets ilde sete minoritetsgrupper og skabe grundlag for det vi i dag kender som ”Street Wear”. 
Vivienne Westwood var meget inspireret af punkere, og de rå elementer kunne ses i hendes egen tøjstil. Vivienne Westwoods designs kan inddeles i tre grupper – alle med et strejf punk. Hun designede smukke Gallakjoler til fester, bryllupper og Awards, mere stilrene designs som f.eks. forskellige blazere eller jakkesæt, og endelig det rå og meget anderledes i stil med hvad hun startede ud med. Da Vivienne Westwoods blev gift første gang, med Derek Westwood, designede hun selv sin brudekjole. Det er den samme model af en brudekjole, der bruges i filmen ”Sex and the City the Movie” hvortil Vivienne Westwood i øvrigt var designeren bag mange af kjolerne.
Vivienne Westwood havde sit første modeshow sammen med Malcolm McLaren i 1981. Årets tema var Pirater.  
Vivienne Westwood var i sine senere år indehaver af butikken Worlds End, hvorfra hun solgte ”the Worlds End’s label”. Der er fem af disse butikker rundt i England. Vivienne Westwoods designs er i dag grundlæggende meget lig det hun lavede i startede sin karriere, men lidt mindre råt. Hun  udvidede sin stil, men det havde alt sammen elementer af hendes punkstil.

## Vivienne Westwoods senere år
Vivienne Westwood var aktiv som designer indtil 2010’erne. I 2011 præsenterede hun sine tre kollektioner: ”Man” efterår/vinter 2011-2012, 19. januar, ”Red Label” efterår/vinter 2011-2012, 22. februar og ”Gold Label” efterår/vinter 2011-2012, 9. marts. Vivienne Westwoods designs optræder jævnligt på den røde løber, f.eks. er sangeren Rihanna flere gange blevet set i en af Vivienne Westwoods meget specielle kjoler, senest til Brit Awards 2011 hvor hun ankom i en smuk turkis kjole, designet af netop Vivienne Westwood. En anden er den engelske sanger Pixie Lott, som desuden har stået model for Vivienne Westwood i starten 2013.